# جان بورمن
جان بورمن
(به انگلیسی: John Boorman) (زاده ۱۸ ژانویه ۱۹۳۳) کارگردان، فیلم‌نامه‌نویس و تهیه‌کننده انگلیسی با نامزدی پنج جایزه اسکار است.

## فیلمشناسی
- اگر می‌توانید ما رو بگیرید (۱۹۶۵)
- شلیک به هدف (۱۹۶۷)
- جهنم در اقیانوس آرام (۱۹۶۸)
- لئو آخرین (۱۹۷۰)
- بازماندگان (۱۹۷۲)
- زاردوز (۱۹۷۴)
- جنگیر ۲: مرتد (۱۹۷۷)
- اکس کالیبور (۱۹۸۱)
- سفر به درون روشنایی (۱۹۸۵)
- جنگل زمردین (۱۹۸۵)
- امید و افتخار (۱۹۸۷)
- جایی که قلب آنجاست (۱۹۹۰)
- فراسوی رانگون (۱۹۹۵)
- لی ماروین: یک پرتره شخصی به روایت جان بورمن (۱۹۹۸)
- جنرال (۱۹۹۸)
- خیاط پاناما (۲۰۰۱)
- در کشور من (۲۰۰۴)
- دمِ ببر (۲۰۰۶)
- ملکه و کشور (۲۰۱۴)

## زندگی‌نامه
بورمن در شپرتون شهر سری انگلستان زاده شد. وی پسر ایوی و جورج بورمن است. او در مدرسه سالسین در چرتسی شهر سری تحصیل کرد. بورمن اولین فیلم خود به نام اگر می‌توانید ما رو بگیرید را در سال ۱۹۶۵ ساخت. پس از این فیلم به واسطه رفاقتش با لی ماروین به هالیوود رفت و در آن جا فیلم موفق شلیک به هدف ۱۹۶۷ را با بازی لی ماروین ساخت. پس از فیلم شلیک به هدف، بورمن فیلم جهنم در اقیانوس آرام ۱۹۶۸ را با داستانی شبیه به داستان رابینسون کروزوئه و با بازی دو بازیگر مهم سینما، لی ماروین و توشیرو میفونه ساخت.
بعد از آن بورمن به انگلستان برگشت و فیلم لئو آخرین را با تأثیر گرفتن از کارهای کارگردان صاحب نام سینمای دنیا فدریکو فلینی و با حضور بازیگر محبوب این کارگردان مارچلو ماسترویانی ساخت که این فیلم موفقیت عظیمی برای وی به همراه داشت و جایزه بهترین کارگردانی را در جشنواره کن تصاحب نمود.
بورمن در فیلم بعدی خود با نام بازماندگان محصول ۱۹۷۲ موفقیت بزرگ‌تری بدست آورد. این فیلم براساس داستانی از جیمز دیکی و با بازی جون وویت و برت رینولدز است که با فروش ۴۶ میلیون دلاری در آمریکا توانست به عنوان پنجمین فیلم پرفروش سال شناخته شود. جان بورمن برای این فیلم نامزد دو جایزه اسکار بهترین کارگردانی و بهترین فیلم شد.
در اوایل دههٔ هفتاد وی تصمیم داشت که فیلم ارباب حلقه‌ها را براساس کتاب موفق ج.ر.ر. تالکین بسازد که در نهایت به دلیل پرهزینه بودن کار از ساختن فیلم منصرف شد. در سال ۱۹۷۴ فیلم علمی تخیلی زاردوز را با بازی شان کانری ساخت. سه سال بعد وی کارگردانی قسمت دوم فیلم جن گیر را با نام جن‌گیر ۲: مرتد بر عهده گرفت که فیلم بسیار ضعیف بود و شکست سنگینی برای وی رقم زد.
در سال ۱۹۸۱ وی فیلم موفق اکس کالیبور را با بازی هلن میرن و نایجل تری ساخت. اکس کالیبور یکی از پروژه‌هایی بود که جان بورمن مدت‌ها رؤیای ساختنش را داشت. این فیلم داستان شاه آرتور را بازگویی می‌کند. بورمن پس از فیلم اکس کالیبور، مستند تلویزیونی سفر به درون روشنایی و فیلم جنگل زمردین را در سال ۱۹۸۵ ساخت.
اما بی شک مهم‌ترین دستاورد وی در دههٔ هشتاد فیلم امید و افتخار محصول ۱۹۸۷ است که داستان زندگی پسر ۹ ساله ای در شهر لندن در خلال جنگ جهانی دوم را روایت می‌کند. فیلم جوایز متعددی برای بورمن به ارمغان آورد. هر چند در مراسم اسکار وی هر سه جایزه اسکار بهترین کارگردانی، فیلمنامه و فیلم را به رقبای خود واگذار نمود.
سال ۱۹۹۰ فیلم جایی که قلب آنجاست را با بازی اما تورمن ساخت که موفقیت چندانی بدست نیاورد. در سال ۱۹۹۱ پس از مرگ دیوید لین کارگردان بزرگ سینما، بورمن اعلام کرد که وی قصد دارد فیلم نوستراداموس، آخرین پروژه بزرگ دیوید لین را بسازد که این کار هیچگاه صورت نگرفت.
در سال ۱۹۹۸ وی فیلم ژنرال را ساخت که روایتگر زندگی تبهکار مشهور ایرلندی مارتین کیهیل است. بورمن در این فیلم برای دومین بار صاحب جایزه بهترین کارگردانی جشنواره کن گردید.
آخرین فیلم جان بورمن ملکه و کشور نام دارد که دنباله بر فیلم موفق امید و افتخار است. افتتاحیه این فیلم در جشنواره کن ۲۰۱۴ انجام شد.